# Japanska carska mornarica
Japanska carska mornarica (jap. 大日本帝国海軍, Dai-Nippon Teikoku Kaigun ili 日本海軍 Nippon Kaigun), službeni naziv Mornarica Velikog Carskog Japana je bila ratna mornarica Japanskog Carstva poslije revolucije Meiji 1869. godine do 1947. godine, kada je nakon japanskog poraza u Drugom svjetskom ratu bila raspuštena. Prema sporazumu na Washingtonskoj konferenciji bila je treća najveća svjetska mornarica iza američke i britanske Kraljevske mornarice s omjerom potonjih i japanske mornarice 5:3.
Japanska carska mornarica je odigrala ključnu ulogu u japanskoj ekspanziji i osvajanjima zbog otočnog položaja Japana. Od male i tehnološki zaostale ratne mornarice, uzrokovano japanskim zatvaranjem stranim utjecajima pod Šogunatom Tokugawa, Japanska carska mornarica je sljedeći fanatičnu modernizaciju i industrijalizaciju Japana u Meiji periodu postala pred početak Drugog svjetskog rata, treća svjetska mornarica, tehnološki vodeća u mnogim poljima poput podmorničarstva i mornaričkog zrakoplovstva. Službeno je raspuštena 1947. godine.